# 品川区立芳水小学校
品川区立芳水小学校（しながわくりつほうすいしょうがっこう）は、東京都品川区大崎3丁目にある公立小学校。

## 概要
1913年（大正2年）に明電舎が大崎町に移転してきた頃、大崎町には小学校が第一日野小学校、第二日野小学校の2校しかなく、移転してきた明電舎の従業員の子供の小学校入学が地元の負担となることを案じた明電舎創業者の重宗芳水は、新たに小学校を新設することを考えた。その遺志を継いだ妻の重宗たけが私財を投じて設立、寄付した。学校名の「芳水」は、重宗芳水に肖ったものである。
敷地内には、品川区立大崎図書館分館も併設されている。

## 沿革
- 1918年
  - 5月10日 - 校舎着工
  - 12月2日 - 芳水尋常小学校開校
- 1935年10月25日 - 校章・校旗制定
- 1941年4月1日 - 東京市芳水国民学校に校名変更
- 1943年10月25日 - 校歌制定
- 1944年 - 第二次世界大戦による多摩地域への集団疎開[3]
- 1946年10月1日 - 品川区立芳水小学校に校名変更
- 1952年 - 火事により校舎の大半が焼失[1]
- 1954年9月24日 - 重宗雄三より講堂寄贈、校舎落成
- 1958年7月10日 - プール落成
- 1973年2月22日 - 鉄筋校舎落成式挙行
- 2003年9月24日 - すまいるスクール芳水開設
- 2016年4月 - 校舎改築工事開始
- 2020年6月1日 - 校舎落成

## 通学区域
- 品川区
  - 西五反田1丁目（11番～23番）、8丁目（4番～12番）
  - 大崎1～4丁目、5丁目（2番）[4]

## 交通
- 大崎駅より徒歩4分
- 東急池上線大崎広小路駅から徒歩約7分

## 周辺
- 大崎駅
- 品川区立大崎図書館
- 立正大学
- ThinkPark